# 梁式引线技术

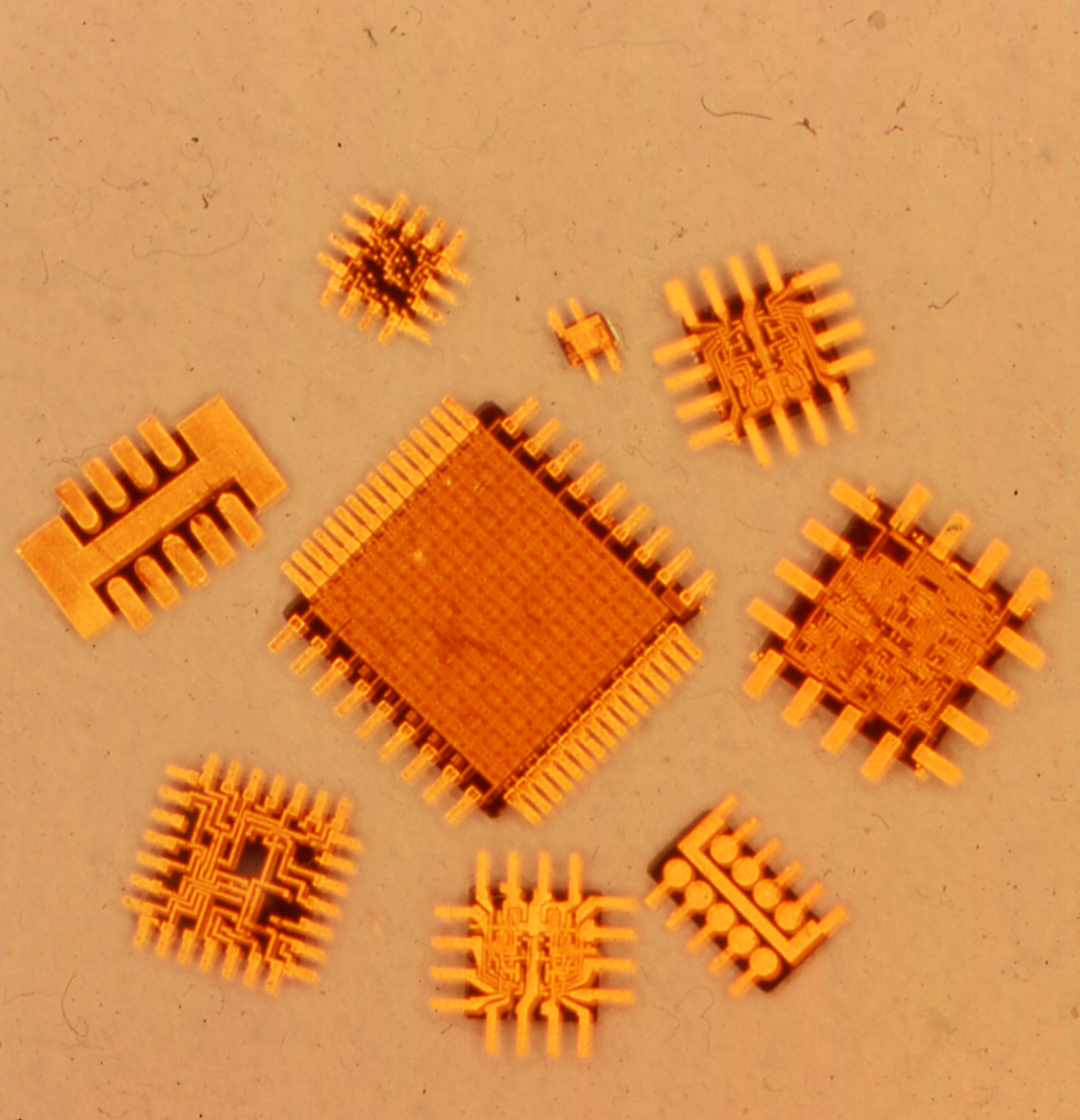
梁式引线集成电路

梁式引线技术是一种制造半导体器件的方法。其最初的應用於高頻矽開關晶体管和高速集成电路。這項技術消除了當時積體電路常用的勞力密集引線鍵合製程。它還能夠將半導體晶片自動組裝到更大的基板上，從而促進混合集成电路生產。
20世纪60年代初期，MP Lepselter开发了一种制造技术，涉及在薄膜Ti-Pt-Au基底上电铸一系列厚的自支撐金圖案，從而產生了“梁”一詞。這些圖案沉積在硅晶片的表面上。隨後去除樑下方多餘的半导体材料，使各个器件分離，並留下自支撐梁引線或懸臂超出半導體材料的內部芯片。這些觸點不僅充當電引線，還為設備提供結構支撐。

## 专利
专利发明包括：
1. 使用陰極濺鍍（等離子蝕刻/RIE）選擇性去除材料，美國專利#3,271,286；1966年发行
2. PtSi半導體接點和肖特基二極體（PtSi Schottky Diodes），美國專利#3,274,670；1966年发行
3. 包括梁式引线的半导体器件（梁式引线，Ti-Pt-Au 金属系统），美国专利#3,426,252；1969年发行
4. 制作紧密间隔导电层的方法（空气绝缘交叉、空气桥、射频开关），美国专利#3,461,524；1969年发行
5. 振动簧片装置（MEMS），美国专利#3,609,593；1971年发行

## 影响
该技术也称为空气桥技术，已在用于电信和导弹系统的高频硅开关晶体管和超高速集成电路中占有一席之地。梁式引线器件生产了数亿件，成为商业微机电结构（MEMS）的第一个例子。
1. ↑   Rao R. Tummala et al, Microelectronics Packaging Handbook: Semiconductor packaging, Springer, 1997 ISBN 0-412-08441-4,  page 8-75
2. ↑  M.P. Lepselter, et al., "Beam-Lead Devices and Integrated Circuits", Proceedings of the IEEE, Vol. 53 No 4 (1965), p.405.
3. ↑  Presentation at Electron Devices Meeting, October 29, 1964, Washington, D.C.
4. ↑  Lepselter, M. P. . Bell System Technical Journal. 1966-02, 45 (2). ISSN 0005-8580. doi:10.1002/j.1538-7305.1966.tb00018.x.